# روز واقعه (آلبوم)
موسیقی فیلم روز واقعه توسط مجید انتظامی در سال ۱۳۷۳ برای فیلم روز واقعه تولید شد. کمی بعد انتشارات «نی داود» به صورت آلبوم آن را منتشر کرد.
این سمفونی طی کنسرتی به رهبری مجید انتظامی با عنوان «این فصل را بخوان» در ۱۳۸۷در تالار وحدت به روی صحنه رفت.
مجید انتظامی در ۲۹ مهر ۱۳۹۸، در تالار قلم مرکز همایش‌های سازمان اسناد و کتابخانه ملی این موسیقی متن را اجرا کرد.

## فهرست آلبوم
نام قطعه‌ها و زمانِ اجرا به شرح زیر است:
| شماره      | نام               | مدت   |
| ---------- | ----------------- | ----- |
| ۱.         | «عروسی»           | ۴:۰۸  |
| ۲.         | «ندا»             | ۵:۰۱  |
| ۳.         | «به سوی یار»      | ۳:۰۲  |
| ۴.         | «شیون»            | ۵:۴۱  |
| ۵.         | «آواز»            | ۵:۲۶  |
| ۶.         | «راز و نیاز»      | ۱:۵۶  |
| ۷.         | «یاد یار»         | ۳:۱۳  |
| ۸.         | «روز واقعه»       | ۱:۲۵  |
| ۹.         | «سراب»            | ۲:۳۳  |
| ۱۰.        | «وداع»            | ۲:۳۶  |
| ۱۱.        | «تعقیب و گریز»    | ۲:۰۶  |
| ۱۲.        | «در راه»          | ۲:۲۳  |
| ۱۳.        | «رویا»            | ۲:۵۰  |
| ۱۴.        | «عروج (دگرگونی)»  | ۲:۱۰  |
| ۱۵.        | «مناجات»          | ۲:۰۶  |
| ۱۶.        | «درد و دل»        | ۱:۵۷  |
| ۱۷.        | «راحله و عبدالله» | ۴:۱۹  |
| ۱۸.        | «بازگشت»          | ۱:۴۰  |
| ۱۹.        | «مظلوم»           | ۱:۲۵  |
| ۲۰.        | «عاشورا ۱»        | ۵:۱۰  |
| مجموع مدت: | مجموع مدت:        | ۶۶:۰۷ |

## جوایز
در سیزدهمین جشنواره فیلم فجر بهترین موسیقی متن را دریافت کرد.

## حواشی
به گفته خبرگزاری مهر مقدار استفاده از این موسیقی به حدی بود که اگر قانون کپی رایت درباره‌اش به درستی اجرا می‌شد، مجید انتظامی به یکی از ثروتمندترین هنرمندان ایران تبدیل می‌شد.
مجید انتظامی دربارهٔ ساخت موسیقی این اثر می‌گوید: «روز واقعه یک فیلم کم دیالوگ بود و موسیقی جای مانور بیشتری داشت. اگر با شعور کنونی ام، سفارش ساخت موسیقی چنین فیلمی به من داده می‌شد، به این راحتی آن را قبول نمی‌کردم. بعضی مقوله‌ها، مقوله‌های سختی است. اگر عمیق نگاه کنید، هر کس در این مملکت در ذهن خودش یک برداشت از عاشورا دارد. حالا شما می‌خواهید یک اثر عاشورایی بسازید که در ضمن عاشورای ذهنی هر فرد عاشورای شما را هم باور کند. خب آن زمان جوان‌تر بودم و به این چیزها فکر نمی‌کردم. در آهنگ سازی، بعضی وقت‌ها مجبورید روی تم‌هایی کار کنید که خودتان دوست ندارید اما چون به فیلم می‌خورد، مجبورید روی آن مانور دهید. اما در «روز واقعه»، من بالاخره به چند تم متفاوت موسیقی رسیدم، آن‌ها را ضبط کردم و با شهرام اسدی، کارگردان فیلم، آن را شنیدیم و به چیزی رسیدیم که اکنون، هست؛ یعنی تم‌های نهایی انتخاب هر دوی ما بود.»
مجید انتظامی دربارهٔ این اثر گفته‌است: «شیون و زاری نه در حد او، بلکه کمترین است، که او بزرگ است و الهی و جاوید است و جاودانه حماسه خونین کربلا، که او تاریخ شهادت را نوشت، او که در تمثیل و مثال نمی‌گنجد؛ زیرا هر آنچه کرد دست نیافتنی است. پس او در ورای شیون و زاری، جایگاهی رفیع‌تر دارد که باید بر آن ارج نهاد و در تجلی این مرتبت بزرگ، اندوه دل را در گستره هرچه کوبنده‌تر و غنی‌تر آوای موسیقی چنان بنیان نهاد که هرچه بیشتر یادآور آن روز شوم باشد. و این در حد موسیقی با ناله و شیون خلاصه نمی‌شود. که او برتر است و والاتر و در مرتبه‌ای نیست که آوای یک موسیقی سطحی و آسان بتواند شخصیت الهی او را بنمایاند. پس باید به عمق پرداخت تا عمق فاجعه در روز واقعه رخ بنماید، و آهنگساز هر آنچه داشت بر آن نهاد.»
انتظامی در پاسخ به این که آیا با موضوع عاشورا موسیقی دیگری خواهید ساخت گفت: من با خود عهد کردم که این کار را نکنم.